# KiLLKiSS
KiLLKiSS是日本重金屬樂團Ave Mujica的歌曲。該曲於2025年1月8日以數位形式發行，同名CD單曲則於2025年1月15日由Bushiroad Music發行，作為動畫《BanG Dream! Ave Mujica》的片頭主題曲。KiLLKiSS由長谷川大介與Diggy-MO'共同作曲，歌詞則由Diggy-MO'創作。
CD單曲《KiLLKiSS》曾登上Oricon日本單曲銷量榜及日本告示牌熱門單曲榜。此外，KiLLKiSS亦入圍2025年日本音樂大獎的初選名單。

## 創作
KiLLKiSS由日本嘻哈團體SOUL'd OUT前成員Diggy-MO'與Aqua Timez吉他手長谷川大介共同作曲，歌詞則由Diggy-MO'單獨創作。根據Musicstax，KiLLKiSS為E小調，節奏為每分鐘100拍。製作人松本拓輝形容KiLLKiSS是一首節奏明快、帶有殺手級riff與宏大管弦樂編排的歌曲。
KiLLKiSS由松本拓輝於東京STUDIO MECH、Sound City製作。歌曲於東京涉谷的FENNEL STUDIO由原浩一混音，並由滝口博達於其個人工作室Tucky's Mastering進行母帶後期處理。人聲編曲由Diggy-MO'負責，樂器編曲則由長谷川大介負責，弦樂編曲則由曾木琢磨擔當。
在接受Real Sound記者德田要太採訪時，主唱、主音吉他手佐佐木李子提到了KiLLKiSS的錄音過程。她表示KiLLKiSS的錄音首日她必須臨時調整行程，也透露自己錄音時感到緊張，並且必須克服喉嚨不適的狀況。

## 發行
KiLLKiSS的發行公告於2024年10月18日公布，公告指出KiLLKiSS將作為動畫《BanG Dream! Ave Mujica》片頭主題曲，該動畫於2025年1月2日在日本電視台首播。2025年1月8日，實體發售前一週，該曲已於各大音樂串流平台上架。
KiLLKiSS作為電視動畫《BanG Dream! Ave Mujica》的片頭主題曲使用，其B面曲Georgette Me, Georgette You則作為同作的片尾主題曲。在動畫第1集（Sub rosa）中，該曲以完整形式作為插入曲使用。該動畫場景後來亦於YouTube官方頻道上傳為音樂錄影帶。動畫首播隔日，官方於YouTube釋出該曲的現場演出影片。
同名CD單曲於2025年1月15日在日本正式發行，共收錄4首曲目，包括KiLLKiSS及其B面曲Georgette Me, Georgette You，並附有兩首歌曲的伴奏版。單曲分為普通版與限量版兩種。限量版附贈收錄樂團演唱會「Veritas」全場影像的藍光光碟。兩版本首批出貨皆隨機附贈一張交換卡片，圖案為Ave Mujica五位虛構成員之一。
歌曲亦作為手機節奏遊戲的可遊玩曲目。此外，該曲亦有多個節奏遊戲《osu!》的譜面。KiLLKiSS亦成為卡片遊戲《卡片戰鬥！！先導者 overDress》中的卡牌（卡號DZ-BT08）。

## 評價
AeschTunes評論員萊斯利·埃施利曼（Lesley Aeschliman）形容KiLLKiSS是一首節奏明快的日系流行音樂歌曲，更偏向日系搖滾，開頭帶有近乎哥德搖滾的氛圍。埃施利曼認為這首歌的編曲十分洗腦，作為動畫片頭曲能夠立刻吸引觀眾的注意力。她總結道，《BanG Dream!》系列的粉絲會最能欣賞這首歌，但對於喜歡硬派風格日系流行音樂的聽眾也同樣具有吸引力。
Anime Trending評論員艾格妮絲·阮（Agnes Nguyen）在評析動畫前三集時指出，片頭動畫「畫面極具衝擊力，絕非隨意或偶然之作」。她認為片頭畫面會讓人聯想到著名的Bad Apple!!音樂錄影帶，因為同樣以角色剪影為主。至於歌曲本身，艾格妮絲·阮表示這首歌完全擊中了她懷舊的音樂偏好，包括油漬搖滾、情緒搖滾以及2000年代初期的現代搖滾音樂。
KiLLKiSS入圍了2025年日本音樂大獎的「最佳日語歌曲」及「最佳動畫歌曲」初選名單，但最終未獲正式提名。

## 商業成績
單曲發行首週以略高於27,000張實體銷量登上Oricon日本單曲榜第4位。

### 排行榜
| 排行榜（2025年）                 | 最佳名次 |
| -------------------------------- | -------- |
| 日本（Oricon單曲榜）             | 4        |
| 日本（Oricon單曲合計榜）         | 9        |
| 日本（Oricon動畫單曲榜）         | 1        |
| 日本（Oricon搖滾單曲榜）         | 1        |
| 日本（Oricon數位單曲榜）         | 27       |
| 日本（日本告示牌熱門單曲榜）     | 26       |
| 日本（日本告示牌熱門動畫歌曲榜） | 4        |
| 日本（日本告示牌下載歌曲榜）     | 35       |
| 日本（日本告示牌最佳單曲銷售榜） | 4        |

## 曲目
| 《KiLLKiSS》CD單曲曲目 | 《KiLLKiSS》CD單曲曲目                     | 《KiLLKiSS》CD單曲曲目 | 《KiLLKiSS》CD單曲曲目 | 《KiLLKiSS》CD單曲曲目 |
| 曲序                   | 曲目                                       | 作曲                   | 編曲                   | 时长                   |
| ---------------------- | ------------------------------------------ | ---------------------- | ---------------------- | ---------------------- |
| 1.                     | KiLLKiSS                                   | Diggy-MO' 長谷川大介   | 長谷川大介             | 3:28                   |
| 2.                     | Georgette Me, Georgette You                | Diggy-MO' 松坂康司     | 松坂康司               | 3:54                   |
| 3.                     | KiLLKiSS -instrumental-                    | Diggy-MO' 長谷川大介   | 長谷川大介             | 3:28                   |
| 4.                     | Georgette Me, Georgette You -instrumental- | Diggy-MO' 松坂康司     | 松坂康司               | 3:54                   |
| 总时长：               | 总时长：                                   | 总时长：               | 总时长：               | 14:44                  |

## 創作者
創作者資料來源自單曲內頁說明。
- 製作人：松本拓輝
- 作曲：長谷川大介、Diggy-MO'
- 作詞：Diggy-MO'
- 主唱、主音吉他：佐佐木李子（飾：三角初華/Doloris）
- 節奏吉他：渡瀨結月（飾：若葉睦/Mortis）
- 貝斯：岡田夢以（飾：八幡海鈴/Timoris）
- 鍵盤：高尾奏音（飾：豐川祥子/Oblivionis）
- 鼓：米澤茜（飾：祐天寺若麥/Amoris）
- 吉他編曲：長谷川大介
- 弦樂編曲：曾木琢磨
- 貝斯編曲：木下龍平
- 鼓編曲：植木建象
- 第一小提琴：門脇大輔（首席）、田島華乃
- 第二小提琴：山本大将、友清麻樹子
- 中提琴：梶谷裕子、高橋輝
- 大提琴：村中俊之、宮尾悠
- 低音提琴：倉持敦
- 錄音：STUDIO MECH、Sound City
- 混音：FENNEL STUDIO
- 混音工程師：原浩一
- 母帶：Tucky's Mastering
- 母帶工程師：滝口博達
- 包裝設計：株式会社六識
- 包裝設計協調：半田恵理
- 技術監督：平井俊作
- 插圖： Komori Hikki

## 外部連結
- YouTube上的「KiLLKiSS」（TVアニメ「BanG Dream! Ave Mujica」オープニング映像）
- YouTube上的【公式ライブ映像】Ave Mujica「KiLLKiSS」（Ave Mujica 4th LIVE「Adventus」）【期間限定】
- YouTube上的「KiLLKiSS」（TVアニメ「BanG Dream! Ave Mujica」#1 挿入歌）